# Municipio de Darwin (Illinois)
El municipio de Darwin (en inglés: Darwin Township) es un municipio ubicado en el condado de Clark en el estado estadounidense de Illinois. En el año 2010 tenía una población de 342 habitantes y una densidad poblacional de 4,79 personas por km².

## Geografía
El municipio de Darwin se encuentra ubicado en las coordenadas 39°18′33″N 87°38′56″O / 39.30917, -87.64889. Según la Oficina del Censo de los Estados Unidos, el municipio tiene una superficie total de 71.43 km², de la cual 70,33 km² corresponden a tierra firme y (1,54 %) 1,1 km² es agua.

## Demografía
Según el censo de 2010, había 342 personas residiendo en el municipio de Darwin. La densidad de población era de 4,79 hab./km². De los 342 habitantes, el municipio de Darwin estaba compuesto por el 97,08 % blancos, el 0,58 % eran asiáticos, el 0,29 % eran de otras razas y el 2,05 % eran de una mezcla de razas. Del total de la población el 0,29 % eran hispanos o latinos de cualquier raza.